# Кызыл-Аскер (Чуйская область)
Кызыл-Аскер (кирг. Кызыл-Аскер) — село в Чуйском районе Чуйской области Кыргызстана. Входит в состав Ибраимовского айылного аймака.

## География
Село расположено в центральной части области, на левом берегу реки Шамси, на расстоянии приблизительно 5 километров (по прямой) к югу от города Токмак, административного центра района. Абсолютная высота — 1070 метров над уровнем моря.

## Население
Согласно оценочным данным Национального статистического комитета Кыргызской Республики, численность населения села на начало 2023 года составляла 429 человек.
| год     | 2009 | 2014 | 2015 | 2020 | 2021 | 2023 |
| ------- | ---- | ---- | ---- | ---- | ---- | ---- |
| человек | 534  | 523  | 500  | 534  | 536  | 429  |